# ペサンパトル
ペサンパトル(英: Pesampator、開発コードBIIB-104 、 PF-04958242) は、ファイザーが開発している統合失調症の陰性症状を改善する治験薬のこと 。

## 概要
ペサンパトルはAMPA受容体の陽性アロステリック調節因子として働き、統合失調症の陰性症状（認知機能低下）の治療薬として2018年7月現在、第2相臨床試験が行われている。加齢に伴う感音性難聴の適応でも臨床試験が行われたが、有効性が不十分のため、この適応症での開発は中止された 。動物実験では低用量のペサンパトルは認知機能と記憶力を高める結果が出ているが、高容量ではけいれん発作を引き起こした。AMPA受容体への作用に加え、グリシントランスポーター1を阻害することにより、NMDA受容体にも作用する 。ペサンパトルはグリシントランスポーター1を阻害することによりグリシン再取り込み阻害薬として機能し、シナプス間隙のグリシン濃度を上昇させることによりNMDA受容体を活性化させる。このNMDA受容体の活性化もまた、統合失調症の陰性症状（認知機能低下）の改善に効果が期待されている。